# Zwartwitte mollisia
De zwartwitte mollisia (Mollisia melaleuca) is een schimmel uit de familie Mollisiaceae. Hij groeit saprotroof op dood loofhout. Met name op beschorste takken.

## Kenmerken
De vruchtlichamen met een witte tot roomkleurige binnenkant (hymenium) en donkerbruine buitenkant. Ze staan onregelmatig verspreid. Ze zijn vaak verwrongen en radiaal gerimpeld en meten 0,5 - 2 mm in diameter. Het hymenium is glad, witachtig tot witgeel. 
De sporen zijn gemarkeerd met meerdere olieachtige druppels. De sporenmaat is 8-14 × 2 µm groot, smal ellipsvormig, zwak gebogen en niet gesepteerd.
De gedrongen mollisia (Mollisia cinerea) heeft iets kleinere sporen en een lichtgrijs hymenium.

## Verspreiding
De zwartwitte mollisia komt in Nederland vrij zeldzaam voor.

## Foto's

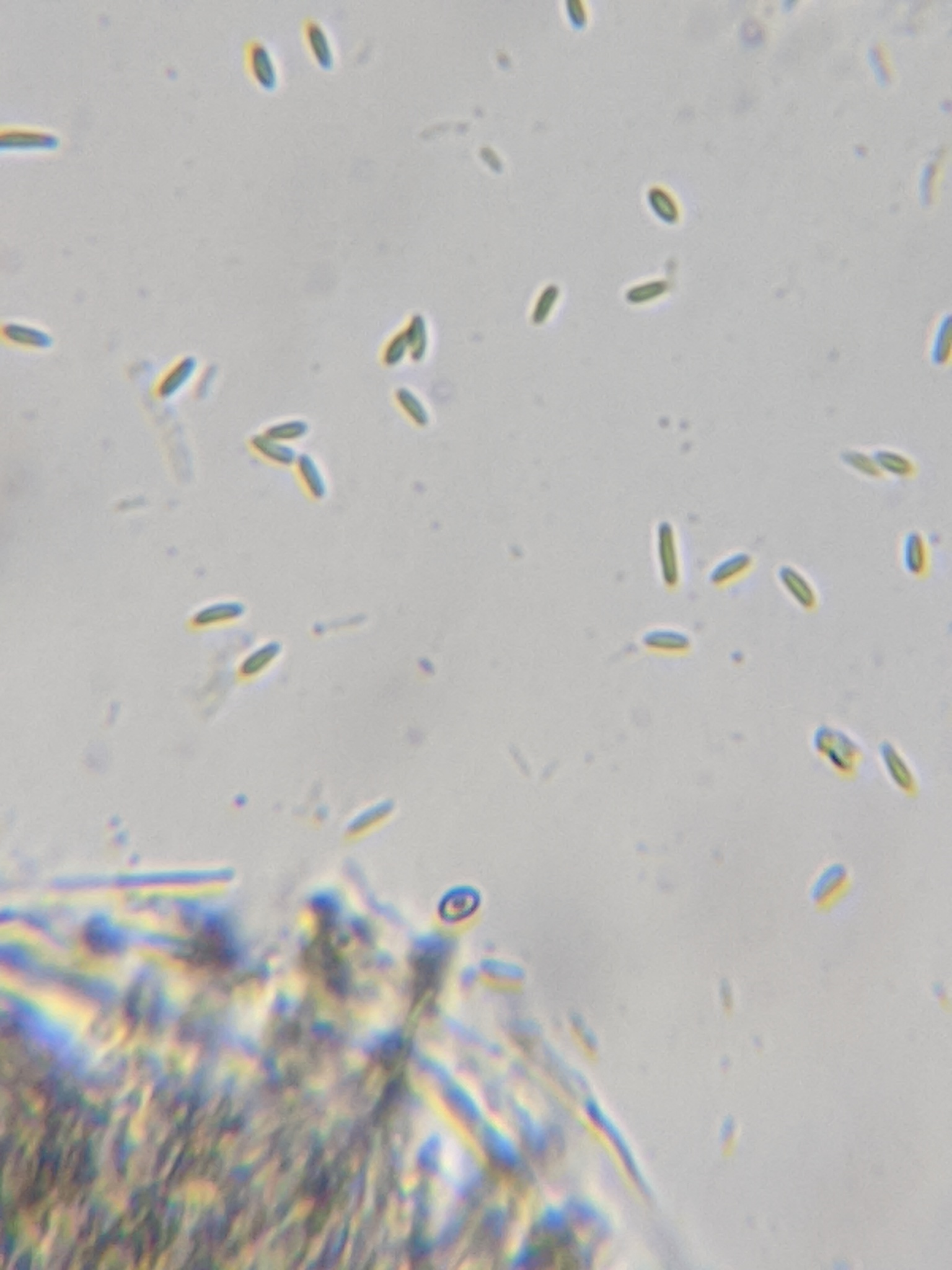
Sporen